# پپ عثمان ساخو
پپ عثمان ساخو (انگلیسی: Pape Ousmane Sakho؛ زادهٔ ۲۱ دسامبر ۱۹۹۶) بازیکن فوتبال است که در حال حاضر برای باشگاه ورزشی کووییی-روئن متروپل بازی می‌کند. 
وی همچنین در تیم ملی فوتبال سنگال بازی کرده است.